# James Francis Stafford
James Francis Stafford (Baltimore, 26. srpnja 1932.) američki je kardinal Katoličke Crkve. Služio je kao glavni penitencijar Apostolske pokorničarne od 2003. do 2009.
Stafford je prethodno služio kao predsjednik Papinskog vijeća za laike (1996. – 2003.), nadbiskup nadbiskupije Denver (1986. – 1996.), biskup biskupije Memphis (1982. – 1986.) i kao pomoćni biskup nadbiskupije Baltimore (1976. – 1982.). Stafforda je 1998. proglasio kardinalom papa Ivan Pavao II.